# Баби (мифология)
Ба́би (Бабан; егип. B3bj / B3b3 буквально «Бык бабуинов» или «вождь бабуинов») — в египетской мифологии один из загробных демонов мрака и тьмы, обычно выступающий в роли божества Дуата, препятствующего попаданию умершего в загробный мир. Иногда назывался первородным сыном Осириса, помогающим отцу вершить суд над душами усопших.

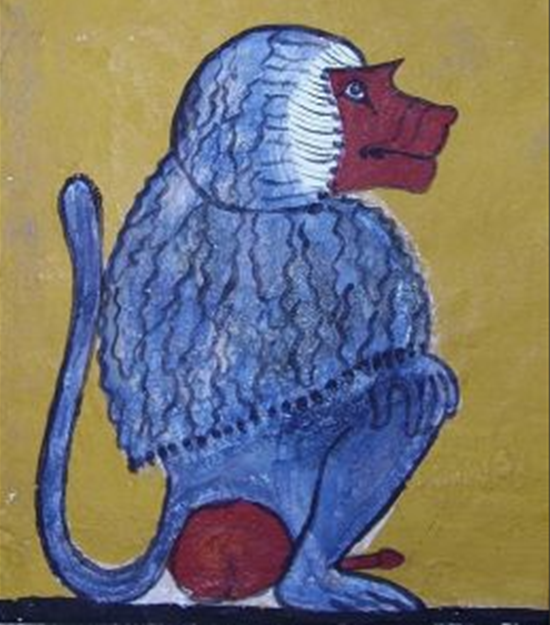
В виде бабуина

Образ Баби восходит к представлениям египтян додинастического периода, отождествлявших бабуинов с умершими правителями.